# Ron Carter (baloncestista)
Ronald "Ron" Carter Jr. (Pittsburgh, Pensilvania, 31 de agosto de 1956) es un exjugador de baloncesto estadounidense que jugó dos temporadas en la NBA. Con 1,96 metros de estatura, lo hacía en la posición de alero.

## Trayectoria deportiva

### Universidad
Jugó durante cuatro temporadas con los Keydets del Instituto Militar de Virginia, en las que promedió 19,1 puntos y 6,9 rebotes por partido. En sus tres últimas temporadas fue incluido en el mejor quinteto de la Southern Conference, y en las dos últimas además elegido Jugador del Año. Es el décimo mayor anotador de la historia de la conferencia, con 2.228 puntos, Fue durante muchos años el único jugador de los Keydets en llegar a jugar como profesional, hasta la llegada en 2009 de Reggie Williams.

### Profesional
Fue elegido en la vigésimo sexta posición del Draft de la NBA de 1978 por Los Angeles Lakers, donde apenas contó para su entrenador Jerry West, saliendo a la pista en 43 partidos en los que promedió 3,1 puntos.
Tras ser despedido antes del comienzo de la temporada 1979-80, fichó como agente libre por Indiana Pacers, donde fue despedido un mes después y reenganchado en el mes de febrero con un contrato de 10 días. En total participó en 13 partidos, en los que promedió 2,5 puntos y 1,5 rebotes.

## Estadísticas de su carrera en la NBA

### Temporada regular
| Temporada | Edad | Equipo             | Liga | P  | TIT | MIN | TC  | TCA | %TC  | 3P  | 3PA | %3P | TL  | TLA | %TL  | R.OF. | R.DEF. | REB | ASIS | ROB | TAP | PER | FP  | PTS |
| 1978-79   | 22   | Los Angeles Lakers | NBA  | 46 |     | 7.2 | 1.2 | 2.7 | .435 |     |     |     | 0.8 | 1.2 | .667 | 0.5   | 0.5    | 1.0 | 0.5  | 0.4 | 0.2 | 0.9 | 1.2 | 3.1 |
| 1979-80   | 23   | Indiana Pacers     | NBA  | 13 |     | 9.0 | 1.2 | 2.8 | .405 | 0.0 | 0.0 |     | 0.2 | 0.5 | .286 | 0.4   | 1.1    | 1.5 | 0.7  | 0.2 | 0.2 | 0.8 | 1.5 | 2.5 |
| Total     |      |                    | NBA  | 59 |     | 7.6 | 1.2 | 2.7 | .429 | 0.0 | 0.0 |     | 0.6 | 1.0 | .623 | 0.4   | 0.6    | 1.1 | 0.6  | 0.3 | 0.2 | 0.8 | 1.2 | 3.0 |

### Playoffs
| Temporada | Edad | Equipo             | Liga | P | MIN | TCA | TC | 3PA | 3P | TLA | TL | R.OF. | REB | ASIS | ROB | TAP | PER | FP | PTS | %TC  | %3P | %FT | MIN | PTS | REB | AST |
| 1978-79   | 22   | Los Angeles Lakers | NBA  | 2 | 2   | 0   | 1  |     |    | 0   | 0  | 0     | 0   | 0    | 0   | 0   | 0   | 0  | 0   | .000 |     |     | 1.0 | 0.0 | 0.0 | 0.0 |
| Total     |      |                    | NBA  | 2 | 2   | 0   | 1  |     |    | 0   | 0  | 0     | 0   | 0    | 0   | 0   | 0   | 0  | 0   | .000 |     |     | 1.0 | 0.0 | 0.0 | 0.0 |

## Vida posterior
Carter tiene 4 hijos, Ronald III, Paul, Bria y Brooke. Ronald III fue dos veces All-American en triple salto cuando asistía a la Universidad Estatal de California, Long Beach mientras que Paul juega en el equipo de baloncesto de la Universidad de Illinois en Chicago. Carter es en la actualidad administrador de la ciudad de Benton Harbor, Míchigan.